# Amenmose (TT42)
Amenmose là một quý tộc Ai Cập cổ đại, ông đã sống dưới triều đại của Thutmose III và Amenhotep II. Tước hiệu của ông là Chỉ huy của quân đội, Con mắt của đức vua ở Retenu. Ông đã được an táng cùng với người vợ của mình, Henuttaui, trong một ngôi mộ ở Sheikh Abd el-Qurna, vốn là một phần của khu nghĩa trang Thebes.